# Nicole Aniston
Pour les articles homonymes, voir Aniston.
Nicole Aniston, née le 9 septembre 1987 à San Diego, en Californie, est une actrice de films pornographiques américaine. Elle a remporté plusieurs fois des prix et des distinctions honorifiques. Elle est également l'égérie de Tonight's Girlfriend.

## Biographie
Nicole Aniston est née le 9 septembre 1987 à San Diego, en Californie. Elle milite activement pour le végétarisme sur les réseaux sociaux.
Ouvertement lesbienne, elle vit en couple avec une femme[réf. nécessaire].

## Carrière
Nicole Aniston a fait ses débuts dans le milieu de la pornographie en 2010, lorsqu'elle avait 23 ans.
Depuis 2018, elle tourne uniquement des scènes lesbiennes, à la suite d'une demande de sa part.

## Récompenses et distinctions
En août 2012, elle est élue Penthouse Pet of the Month puis elle a remporté le titre de Penthouse Pet of the Year en 2013.
Elle est nommée en 2012 aux XBIZ Award pour le prix de New Starlet of the Year, puis en 2013 pour les AVN Award au prix de Most Outrageous Sex Scene (pour Men in Black: A Hardcore Parody avec Mia Lelani et Brad Armstrong) et pour les XBIZ Award  Female Performer of the Year.

## Styles
On peut voir dans de nombreuses scènes, ses partenaires masculins pratiquer l'éjaculation interne dans son vagin. C'est une des actrices qui a tournées le plus de scènes avec une éjaculation dans le vagin dans le cinéma pornographique des années 2010.

## Filmographie sélective
- 2010 : Glamour Solos 1
- 2010 : Official Californication Parody
- 2011 : Ass Bananza
- 2011 : Ass Parade 32
- 2012 : Women Seeking Women 86
- 2012 : We Live Together.com 23
- 2013 : Girls Who Love Girls
- 2013 : Lesbian Confessions
- 2014 : Lesbian Touch 3
- 2014 : Tonight's Girlfriend 24
- 2015 : Nicole
- 2015 : We Live Together.com 42
- 2016 : Play with My Pussy
- 2016 : Pussy Delight
- 2017 : Melts in Her Mouth
- 2017 : Anal at the first date